# Нембхард, Эндрю
Эндрю Нембхард (англ. Andrew Nembhard; род. 16 января 2000, Орора, Онтарио) — канадский баскетболист, выступающий в НБА за клуб «Индиана Пэйсерс». Играет на позициях разыгрывающего и атакующего защитника.

## Карьера в НБА

### Индиана Пэйсерс (2019—настоящее время)
Нембхард был выбран клубом «Индиана Пэйсерс» под общим 31-м номером на драфте НБА 2022 года. Нембхард присоединился к составу «Пэйсерс» на Летнюю лигу НБА 2022 года. В своём дебютном матче в Летней лиге Нембхард набрал пять очков, сделал пять подборов и пять результативных передач, одержав победу над «Шарлотт Хорнетс» со счетом 96:84. 22 июля 2022 года Нембхард подписал четырёхлетний контракт новичка с «Пэйсерс» на сумму 8,6 млн долларов, что стало самым крупным контрактом новичка, когда–либо заключавшимся с игроком, выбранным во втором круге драфта. 28 ноября Нембхард забил победный трёхочковый в матче против «Лос-Анджелес Лейкерс» со счетом 116:115. 5 декабря, когда Тайриз Халибертон получил травму, Нембхард набрал рекордные в карьере 31 очко, 13 передач, 8 подборов и 5 трёхочковых в матче против «Голден Стэйт Уорриорз».
31 января 2023 года Нембхард был вызван на матч восходящих звёзд НБА 2023 года вместе с новичком-одноклубником Беннедиктом Матурином. 16 марта в матче с «Милуоки Бакс» Нембхард набрал 24 очка, а 18 марта в матче с клубом «Филадельфия Севенти Сиксерс» набрал 22 очка, реализовав 9 из 14 бросков. 22 марта, одержав победу над «Торонто Рэпторс», Нембхард записал на свой счёт еще один дабл–дабл из 25 очков и 10 передач при 11 из 17 с игры. 28 марта, выйдя в стартовом составе в матче против «Милуоки Бакс», Нембхард оформил дабл–дабл, набрав 15 очков и отдав рекордные в карьере 15 результативных передач.
10 мая 2024 года в матче второго раунда плей–офф против «Нью-Йорк Никс» Нембхард забросил победный трёхочковый за 16 секунд до конца матча и помог «Пэйсерс» довести серию до 2-1.

## Национальная сборная
Нембхард был членом юношеских и молодёжных сборных Канады в возрастах до 16, до 17 и до 18 лет.
За взрослую сборную Канады Нембхард дебютировал на чемпионате мира 2019 года. Также Нембхард принял участие в летних Олимпийских играх 2024 года, на которых сборная Канады заняла итоговое 5-е место.

## Статистика

### Статистика в НБА
| Сезон                                                                                    | Команда | Регулярный сезон | Регулярный сезон | Регулярный сезон | Регулярный сезон | Регулярный сезон | Регулярный сезон | Регулярный сезон | Регулярный сезон | Регулярный сезон | Регулярный сезон | Регулярный сезон | Серия плей-офф | Серия плей-офф | Серия плей-офф | Серия плей-офф | Серия плей-офф | Серия плей-офф | Серия плей-офф | Серия плей-офф | Серия плей-офф | Серия плей-офф | Серия плей-офф |
| Сезон                                                                                    | Команда | GP               | GS               | MPG              | FG%              | 3P%              | FT%              | RPG              | APG              | SPG              | BPG              | PPG              | GP             | GS             | MPG            | FG%            | 3P%            | FT%            | RPG            | APG            | SPG            | BPG            | PPG            |
| ---------------------------------------------------------------------------------------- | ------- | ---------------- | ---------------- | ---------------- | ---------------- | ---------------- | ---------------- | ---------------- | ---------------- | ---------------- | ---------------- | ---------------- | -------------- | -------------- | -------------- | -------------- | -------------- | -------------- | -------------- | -------------- | -------------- | -------------- | -------------- |
| 2022/23                                                                                  | Индиана | 75               | 63               | 27,6             | 44,1             | 35,0             | 79,0             | 2,7              | 4,5              | 0,9              | 0,2              | 9,5              | Не участвовал  | Не участвовал  | Не участвовал  | Не участвовал  | Не участвовал  | Не участвовал  | Не участвовал  | Не участвовал  | Не участвовал  | Не участвовал  | Не участвовал  |
| 2023/24                                                                                  | Индиана | 68               | 47               | 25,0             | 49,8             | 35,7             | 80,4             | 2,1              | 4,1              | 0,9              | 0,1              | 9,2              | 17             | 17             | 32,6           | 56,0           | 48,3           | 76,9           | 3,3            | 5,5            | 0,4            | 0,2            | 14,9           |
|                                                                                          | Всего   | 143              | 110              | 26,4             | 46,7             | 35,3             | 79,7             | 2,4              | 4,3              | 0,9              | 0,1              | 9,3              | 17             | 17             | 32,6           | 56,0           | 48,3           | 76,9           | 3,3            | 5,5            | 0,4            | 0,2            | 14,9           |
| Наведите курсор мыши на аббревиатуры в заголовке таблицы, чтобы прочесть их расшифровку. |         |                  |                  |                  |                  |                  |                  |                  |                  |                  |                  |                  |                |                |                |                |                |                |                |                |                |                |                |

### Статистика в NCAA
| Сезон | Команда | Conf    | Class   | GP  | GS  | MPG  | FG%  | 3P%  | FT%  | RPG | APG | SPG | BPG | PPG  |
| --- | ------- | ------- | ------- | --- | --- | ---- | ---- | ---- | ---- | --- | --- | --- | --- | ---- |
| 2018/19 | Флорида | SEC     | FR      | 36  | 36  | 32,9 | 41,4 | 34,7 | 76,4 | 2,9 | 5,4 | 1,2 | 0,1 | 8,0  |
| 2019/20 | Флорида | SEC     | SO      | 31  | 31  | 33,2 | 44,1 | 30,8 | 77,5 | 3,0 | 5,6 | 1,1 | 0,1 | 11,2 |
| 2020/21 | Гонзага | WCC     | JR      | 32  | 16  | 29,9 | 48,0 | 32,3 | 75,4 | 2,4 | 4,4 | 1,1 | 0,1 | 9,2  |
| 2021/22 | Гонзага | WCC     | SR      | 32  | 32  | 32,2 | 45,2 | 38,3 | 87,3 | 3,4 | 5,8 | 1,6 | 0,1 | 11,8 |
| Всего | Всего   | Всего   | Всего   | 131 | 115 | 32,1 | 44,6 | 34,3 | 79,0 | 2,9 | 5,3 | 1,2 | 0,1 | 10,0 |
| Флорида | Флорида | Флорида | Флорида | 67  | 67  | 33,0 | 42,8 | 32,7 | 77,0 | 2,9 | 5,5 | 1,1 | 0,1 | 9,5  |
| Гонзага | Гонзага | Гонзага | Гонзага | 64  | 48  | 31,0 | 46,4 | 35,8 | 81,3 | 2,9 | 5,1 | 1,3 | 0,1 | 10,5 |
| Наведите курсор мыши на аббревиатуры в заголовке таблицы, чтобы прочесть их расшифровку Статистика приведена с сайта sports-reference.com |         |         |         |     |     |      |      |      |      |     |     |     |     |      |